# Resolució 879 del Consell de Seguretat de les Nacions Unides
La Resolució 879 del Consell de Seguretat de les Nacions Unides, aprovada el 29 d'octubre de 1993 després de reafirmar les resolucions 782 (1992), 797 (1992), 818, 850 i 863 (1993) sobre la situació a Moçambic, el Consell va reiterar la importància dels Acords de pau de Roma i va estendre el mandat de l'Operació de les Nacions Unides a Moçambic durant un període transitori que va finalitzar el 5 de novembre de 1993.